# Casciana Terme Lari
Casciana Terme Lari är en kommun i provinsen Pisa i regionen Toscana i Italien. Kommunen hade 12 327 invånare (2018).
Kommunen Casciana Terme Lari bildades den 1 januari 2014 genom en sammanslagning av de tidigare kommunerna Casciana Terme och Lari.